# بارائونا (شهر)
بارائونا (به لاتین: Barahona) یک شهر در جمهوری دومینیکن است که در سانتو دومینگو واقع شده‌است.

## خصوصیات
بارائونا ۱۶۳٫۰۲ کیلومترمربع مساحت و ۱۳۸٬۱۵۹ نفر جمعیت دارد و ۱۰ متر بالاتر از سطح دریا واقع شده‌است.